# فروزان
فروزان (9 أغسطس 1937 - 24 يناير 2016) كانت ممثلة ومنتجة إيرانية أشتهرت في فترة ما قبل الثورة الإسلامية في إيران، بعد قيام الثورة منعت من التمثيل.

## وصلات خارجية
- فروزان على موقع IMDb (الإنجليزية)
- فروزان على موقع قاعدة بيانات الأفلام العربية
- فروزان على موقع قاعدة بيانات الفيلم (الإنجليزية)